# Хадик, Янош
Янош Келемен Бела Хадик, граф фон Футак (венг. Futaki gróf Hadik János Kelemen Béla, нем. Johann Hadik von Futak; 23 ноября 1863, Палоц, Австро-Венгрия (ныне Павловце-над-Угом, Словакия) — 10 декабря 1933, Будапешт) — венгерский политик, бывший премьер-министром Венгрии на протяжении 3 дней, начиная с 29 октября 1918, в конце Первой мировой войны.
Праправнук графа Андраша Хадика фон Футака. Второй сын адмирала графа Белы Хадика фон Футака (1822—1885) и Илоны [1833-1887; наследница титула и владений графов Баркоци (Barkóczy de Szala et Tavarna)]. Среди его братьев: граф Эндре Хадик-Баркоци де Футак и Цала (1862—1931), спикер венгерской Палаты магнатов (1917—1918), и австро-венгерский посол граф Микша Хадик (1868—1921).
Окончил Военную академию, был старшим лейтенантом кавалерии. В 1893 году ушёл со службы и 2 октября того же года женился на графине Александре Зичи (gróf Zichy Alexandrát, 1873—1949), в браке с которой родилось четверо детей:
- Амалия Андреа Иоанна Александра (1894—1967),
- Маргит Мария Габриэлла Рафаэлла Иоанна Александра Ева (1899—1978),
- Антал Мария Мартон Макс (1902—1935),
- Бела Мария Антал Пал (1915—1971).

С 1906 по 1910 годы Янош Хадик был государственным секретарём в Министерстве внутренних дел, в составе коалиционного правительства Шандора Векерле. Потом на время отдалился от политики… С августа 1917 по январь 1918 гг. был министром без портфеля.